# Fluspirilen
Fluspirilenul este un antipsihotic tipic derivat de difenilbutilpiperidină, fiind utilizat în tratamentul schizofreniei. Calea de administrare disponibilă este cea intramusculară.
Molecula a fost dezvoltată de Janssen Pharmaceutica în anul 1963.